# Municipio de Galva (Iowa)
El municipio de Galva (en inglés: Galva Township) es un municipio ubicado en el condado de Ida, en el estado estadounidense de Iowa. En el año 2010 tenía una población de 588 habitantes y una densidad poblacional de 6,27 personas por kilómetro cuadrado.

## Geografía
El municipio de Galva se encuentra ubicado en las coordenadas 42°31′32″N 95°26′18″O / 42.52556, -95.43833. Según la Oficina del Censo de los Estados Unidos, el municipio tiene una superficie total de 93.73 km², de la cual 93,71 km² corresponden a tierra firme y (0,02 %) 0,02 km² es agua.

## Demografía
Según el censo de 2010, había 588 personas residiendo en el municipio de Galva. La densidad de población era de 6,27 hab./km². De los 588 habitantes, el municipio de Galva estaba compuesto por el 96,43 % de blancos, el 0,17 % de negros, el 0,68 % de amerindios, el 0,17 % de asiáticos, el 2,38 % de otras razas, y el 0,17 % de una mezcla de razas. Del total de la población, el 4,76 % eran hispanos o latinos de cualquier raza.